# Zvi Tohar
Zvi Tohar (Berlijn, 1915 – Londen, 10 oktober 1970) was de hoofdpiloot van El Al, de nationale luchtvaartmaatschappij van Israël.
Hij is best bekend voor het overvliegen van de nazi Adolf Eichmann op 20 mei 1960 naar Israël, waar hij terechtstond voor zijn oorlogsmisdaden.
Tohar overleed op 55-jarige leeftijd, onderweg naar London Heathrow Airport, aan een hartaanval.